# Anaphes gauthieri
Anaphes gauthieri är en stekelart som beskrevs av Debauche 1948. Anaphes gauthieri ingår i släktet Anaphes och familjen dvärgsteklar. Inga underarter finns listade i Catalogue of Life.